# EMI
La Electric and Musical Industries, abbreviata in EMI, è stata una casa discografica britannica.
Fondata a Londra nel 1931, fu una delle quattro major che dominarono il mercato musicale fino a quando le sue attività musicali furono acquisite da Vivendi Universal e quelle editoriali da Sony/ATV Music Publishing. La EMI continua a operare come divisione discografica "back to back" della Universal Music Group.

## Storia
Nasce, dal punto di vista industriale, nel 1931, dalla fusione della Gramophone Company (nota anche come His Master's Voice, in Italia La voce del padrone) e della Columbia Graphophone Company. La branca statunitense della His Master's Voice fu invece acquisita dalla RCA Victor. La divisione di musica classica, confluita nel 1990 nella etichetta EMI Classics, è stata per molto tempo diretta da Walter Legge; durante questo periodo erano di proprietà della casa discografica l'orchestra londinese Philharmonia e gli studi di Abbey Road, inaugurati il 12 novembre 1931 da Sir Edward Elgar. In quell'anno, nei suoi laboratori di ricerca, l'ingegnere Alan Blumlein brevetta il suo sistema di registrazione e riproduzione del suono binaurale (stereo). La EMI è presente in Italia dal 1931 con il nome VCM, (sigla di Voce del Padrone - Columbia - Marconiphone) che dal 1967 ha assunto la denominazione di EMI Italiana.
Nell'ottobre del 1952 lancia il suo primo microsolco a 33 giri in concomitanza con l'inizio della produzione dei 45 giri da 7". Nel 1958 viene pubblicato il primo LP stereo, il 19 febbraio del 1960 viene pubblicato l'ultimo 78 giri EMI: Rule Britannia e Royal Event di Russ Conway; il 23 marzo 1962 cessa la produzione dei 78 giri. La prima cassetta a nastro preregistrata viene pubblicata nel 1966. Il settore produttivo non è stato unicamente quello discografico, al pari della società concorrente, la Decca Records; la EMI è stata presente sul mercato delle apparecchiature di riproduzione con realizzazioni di pregevole fattura; oltre ai grammofoni si possono annoverare anche amplificatori tecnicamente all'avanguardia per l'epoca, ormai veri oggetti da collezione; basti pensare al modello stereoscope Twenty-Twenti (20+20 watt) del 1960, che oltre alle innumerevoli possibilità operative, comprese le varie equalizzazioni, ( la RIIA, la Europe dei vecchi LP e la NARTB) incorporava un oscilloscopio di precisione con tono pilota interno.
La società è stata acquisita dal fondo di investimento privato Terra Firma il 22 marzo 2007 di cui è proprietario il britannico Guy Hands. La società è stata valutata 4,7 miliardi di dollari.. L'operazione si è rivelata fin dall'inizio difficile: la contrazione del mercato della musica, iniziata con il boom della musica digitale, è accelerata con la crisi, lasciando a Citigroup un debito da 3 miliardi di sterline di Emi e inasprendo i rapporti con Hands e la sua società Tierra Ferma. Il finanziere ha fatto causa alla banca americana, accusandola di averlo ingannato durante la vendita. Hands puntava a rinegoziare l'accordo e a non perdere il controllo di Emi ma senza successo: in tribunale ha perso. La presa di controllo da parte di Citigroup, avvenuta il 1º febbraio 2011 ha comportato una riduzione del 65% del debito di Emi da 3,4 miliardi di sterline a 1,2 miliardi di sterline.
L'11 novembre 2011 Vivendi e Universal Music Group (UMG) rilevano EMI Music per un valore totale di 1,2 miliardi di sterline e completano l'acquisizione il 28 settembre 2012.
La EMI aveva una quota del mercato mondiale del 13,4%. Oggi viene oggi usata come marchio della Universal Music Group.

## Etichette di proprietà
- Angel Music Group
  - Innocent Records
- Angel Records (classical music label)
- Apple Records (distribution)
- At Large Recordings
- Blue Note
- Capitol Records
- Caroline Distribution
  - Astralwerks Records
  - Caroline Records
  - DFA Records
  - Imperial Records (2006)
- Gold Label Records (Hong Kong)
- R:W
- Mosaic Records (proprietà del 50%)
- The China Record Co. (Cina)
- Chrysalis Records
- DFA Records
- Electrola (Germania)
- EMI Christian Music Group
  - Forefront Records
  - Sparrow Records
  - Tooth and Nail Records
    - BEC Recordings
    - Solid State Records
    - Uprok Records
- EMI Classics
- EMI Films
- EMI Gospel
- EMI Latin
- EMI Records
- Food Records (distribuita da Parlophone)
- Forefront Records
- GramCo (India)
- Harvest Records
- Heavenly Recordings
- His Master's Voice
- Music For Pleasure
- Mute Records
  - Blast First
  - Mea sud
  - The Fine Line
  - Future Groove
  - The Grey Area
  - Novamute
  - Parallel Series
  - Thirteenth Hour Recordings
- Narada Productions
- No Milk Records
- Odeon Records
- Parlophone
- Path Orient (Cina)
- Pathé Records
- Pomaton EMI
- Positiva
- RAK Records
- Real World
- Regal Zonophone Records
- Reliquias (contiene musica dal vecchio Odeón)
- S-Curve Records (licenza e distribuzione)
- SBK Songs
- Seraphim Records
- Sparrow Records
- Sixsteps Records
- Studio 2 Stereo
- Tiny Consumer
- Toshiba-EMI (Giappone)
- Virgin Records
  - 10 Records
  - Astralwerks
  - Circa Records (commercializzato come EMI/Virgin)
  - Siren Records
  - VC Recordings - anche commercializzato come Hut Records
- Worship Together

## Musicisti sotto la casa discografica EMI (parziale)
Tra i musicisti che hanno firmato con la EMI, si ricordano:

### Musica elettronica
- Nervo
- Swedish House Mafia
- Musty Wehbe

### Musica leggera-Rock

#### Pre-1960
- Nat King Cole (Capitol)
- Tennessee Ernie Ford
- Wanda Jackson
- The Kingston Trio
- Dean Martin (Capitol)
- Frank Sinatra (Capitol)
- Gene Vincent
- Elvis Presley (His Master's Voice) Per la Gran Bretagna ed il Commonwealth fino alla metà del 1957.

#### Anni 1960
- The Animals (Columbia)
- Adamo
- The Beach Boys (Capitol)
- The Beatles (Parlophone)
- Cilla Black (Parlophone)
- Francesco Guccini
- Joe Cocker (Regal Zonophone/Capitol)
- The Dave Clark Five (Columbia)
- Deep Purple (Parlophone/Harvest)
- Simon Dupree & The Big Sound (Columbia)
- Gerry and the Pacemakers (Columbia)
- Herman's Hermits (Columbia)
- The Hollies (Parlophone)
- Billy J. Kramer
- Manfred Mann (His Master's Voice)
- The Move (Regal Zonophone/Harvest)
- Peter and Gordon
- Pink Floyd (Columbia / Capitol / Harvest)
- Cliff Richard (Columbia)
- Roger Whittaker (Columbia)
- The Yardbirds (Columbia)
- Sacha Distel (Pathé Records)

#### Anni 1970–2012
- Anahí (EMI Latin)
- Belinda (EMI Latin)
- 22-20s (Heavenly)
- Afterhours (Virgin)
- Claudio Lolli (Aspettando Godot (1972)
- Alice
- Alice in Chains ("Black Gives Way To Blue") (EMI/Virgin)
- Alfie (Regal)
- Lily Allen (Regal/Parlophone)
- The Arrows (RAK)
- Richard Ashcroft (Hut/Virgin/EMI/Parlophone)
- Athlete (Regal)
- Auf der Maur
- Leif Ove Andsnes
- Franco Battiato (EMI)
- Bat for Lashes (Parlophone)
- Beastie Boys (Parlophone / Capitol)
- The Beta Band (Regal)
- Massimo Bizzarri (EMI)
- Black Dice (DFA Records)
- Blue Mink (Regal Zonophone)
- Blur (Food/Parlophone)
- Nino Buonocore
- David Bowie (EMI America / Virgin)
- Angelo Branduardi
- Garth Brooks (Capitol / Liberty / Parlophone)
- Kate Bush
- John Cale
- Kim Carnes
- The Chemical Brothers (Virgin)
- Charlie Brown Jr.
- Cherry Ghost (Parlophone)
- Chingy (Parlophone / Capitol)
- Chumbawamba
- Litfiba (dal 1994 al 2004) (EMI italiana)
- AC/DC
- Marillion
- Joe Cocker (Parlophone)
- Coldplay (Parlophone)
- Hikaru Utada
- The Concretes
- Graham Coxon (Parlophone)
- The Dandy Warhols (Parlophone / Capitol)
- The Decemberists (Capitol)
- The Departure (Parlophone)
- Dirty Vegas (Parlophone)
- The Divine Comedy (Parlophone)
- Doves (Heavenly)
- Dr. John (Parlophone)
- The Duke Spirit (Heavenly)
- Duran Duran
- Francesco Ughi (EMI)
- Sheena Easton
- Electric Light Orchestra (Harvest)
- Enigma (Virgin Germany)
- Erasure (Mute Records)
- Faith Evans
- Neil Finn (Parlophone)
- Fischerspooner
- Michael Franti and Spearhead (Parlophone)
- Garbo
- David Gilmour
- Gorillaz (Parlophone)
- Grand Funk Railroad (Capitol)
- Great White
- Adrian Gurvitz (RAK)
- Ed Harcourt (Heavenly)
- George Harrison (Parlophone)
- Heart (Capitol)
- Héroes del Silencio
- Hilary Duff (Virgin)
- Hot Chocolate (RAK)
- Houston (Capitol)
- Idlewild (Parlophone)
- Iron Maiden
- J. Geils Band
- Jane's Addiction (Parlophone / Capitol)
- Jay Sean (Relentless)
- Jesse McCartney (Virgin)
- Norah Jones (Parlophone)
- Junior Senior
- Keren Ann
- Nusrat Fateh Ali Khan (Real World)
- King Biscuit Time (Regal)
- The Knack
- Beverly Knight (Parlophone)
- Kraftwerk
- LCD Soundsystem
- The Magic Numbers (Heavenly)
- Mansun (Parlophone)
- Marlene Kuntz (Virgin)
- Mau Mau
- Paul McCartney (Parlophone / Capitol)
- George Michael
- RBD (EMI Latin)
- Kylie Minogue (Parlophone)
- miyavi (J-glam)
- Mud (RAK)
- The Music (Hut)
- Nomadi
- Katy Perry (Capitol)
- Thirty Seconds to Mars (Virgin)
- David Guetta
- Perturbazione (Capitol)
- Pet Shop Boys (Parlophone)
- Raining Pleasure (Capitol/Blue Note)
- Beth Orton (Heavenly)
- Maxi Priest (Relentless)
- Suzi Quatro (RAK)
- Queen (Parlophone)
- Radiohead (Parlophone)
- Ramones
- Red Hot Chili Peppers
- Relient K (Capitol)
- Ricchi e Poveri
- Kenny Rogers (Liberty)
- Roll Deep (Relentless)
- The Rolling Stones (Virgin)
- Sex Pistols (ceduti nel 1977 per cattiva pubblicità)
- Bob Seger (Capitol)
- Mamonas Assassinas
- Sigur Rós (Capitol)
- Sparklehorse (Parlophone)
- Spice Girls (Virgin) sebbene come band siano ancora Virgin
  - Melanie C (Virgin) (dal 1999 al 2004)
  - Geri Halliwell (Capitol, poi Virgin/Innocent) (dal 1999 al 2005)
  - Victoria Beckham (Virgin) (dal 2001 al 2002)
  - Melanie B (Virgin) (dal 2000 al 2001)
  - Emma Bunton (Virgin) (dal 2001 al 2002)
- Stadio (Capitol)
- Starsailor (Capitol)
- Martina Stavolo (EMI)
- Steriogram (Capitol)
- Joss Stone (Relentless)
- Subsonica (Virgin)
- Supergrass (Parlophone)
- Télépopmusik
- Thalía (EMI Latin/Virgin)
- Richard Thompson (Capitol)
- KT Tunstall (Relentless)
- Van Hunt
- The Verve (Hut/Virgin/EMI/Parlophone)
- Vodka Collins (EMI-Toshiba)
- Faye Wong (EMI HK)
- Robbie Williams (Chrysalis-Capitol)
- Vasco Rossi (Capitol)
- Valerio Scanu (EMI) (fino al 2013)
- Valter Vincenti (EMI Italia)
- W.A.S.P. (Capitol)
- Wizzard (Harvest)
- Roy Wood (Harvest)
- Mondo Marcio (EMI/Virgin) (fino al 2008)
- Tiziano Ferro
- Finley (Emi Italia)
- El Cuarteto de Nos (EMI)
- Dari (gruppo musicale) (EMI)
- Saybia (EMI Music Denmark)
- Jessica Brando (EMI)
- IconX (EMI)
- Le Strisce (EMI)
- Caparezza
- Gerardo Pulli (EMI italiana)
- Power Francers (EMI italiana)
- Liquido (Virgin Records)
- Olivia Newton-John (EMI)